# Sis dies de Kiel
Els Sis dies de Kiel era una cursa de ciclisme en pista, de la modalitat de sis dies, que es corria a Kiel (Alemanya). Només es van disputar tres edicions, dues abans de la Primera Guerra Mundial i la darrera després de la Segona Guerra Mundial.

## Palmarès
| Any     | Primers                           | Segons                          | Tercers                               |
| ------- | --------------------------------- | ------------------------------- | ------------------------------------- |
| 1910    | Willy Arend · Eugen Stabe         | Gustav Janke · Max Kendelbacher | Karl Rottnick · Karl Wittig           |
| 1911-12 | No disputats                      |                                 |                                       |
| 1913    | Paul Passenheim · Fritz Schallwig | Georg Barth · Graetz            | Frank Hoffmann · Fritz Hoffmann       |
| 1914-51 | No disputats                      |                                 |                                       |
| 1952    | Jean Roth · Armin von Büren       | Emile Carrara · Gustav Kilian   | Severino Rigoni · Ferdinando Terruzzi |